# Blumenkoog
Der Blumenkoog (früher Blomenkoog, nordfriesisch: Bluumenkuuch, dänisch: Blomekog) ist ein Koog in der Gemeinde Dagebüll unmittelbar südlich des Bottschlotter Sees. Der Bongsieler Kanal trennt ihn vom Waygaarder Koog und dem Ockholmer Koog. Er wurde in den Jahren 1648 bis 1652 auf das Betreiben des Amtmannes Wolf Blome hin eingedeicht, der dem Koog auch seinen Namen gab. Der Koog umfasst heute eine Fläche von rund 180 ha bei einer Deichlänge von rund 3,4 km.